# Парамаханса Йогананда
Парамаха́нса Йогана́нда (Paramhansa Yogananda, бенг. পরমহংস যোগানন্দ; 5 января 1893, Горакхпур, Британская Индия — 7 марта 1952, Лос-Анджелес, США) — индийский йог, сыгравший значительную роль в распространении на Западе древней духовной практики — крийя-йоги. В своей книге «Автобиография йога» Йогананда на собственном примере и на примере его гуру, Свами Шри Юктешвара Гири, описывает идеальную жизнь йога, посвятившего себя служению Богу и человечеству.
Йогананда основал два некоммерческих общества, объединяющих все религии: Self-Realization Fellowship («Содружество самореализации») с международной штаб-квартирой в США и Yogoda Satsanga Society of India (YSS) с центральным управлением в Индии. В марте 2017 года, в честь столетия YSS, премьер-министр Индии Нарендра Моди представил коммеморативную марку с изображением Йогананды, отметив, помимо прочего, заслуги монаха в распространении духовных идей Индии за рубежом.
Среди известных людей, вдохновлённых идеями Йогананды, были гитарист The Beatles Джордж Харрисон, известный американский селекционер Лютер Бёрбанк (ему в «Автобиографии йога» посвящена отдельная глава), оперная певица Амелита Галли-Курчи, а также основатель корпорации Apple Стив Джобс. Автор биографии Джобса, Уолтер Айзексон, утверждает, что «Автобиография йога» была единственной книгой на iPad Стива, которую он взял с собой в отпуск: «…Более показательным было то, что он скачал только одну книгу — „Автобиографию йога“ о медитации и духовном начале, которую впервые прочитал в подростковом возрасте, потом ещё раз в Индии и с тех пор перечитывал каждый год». Кроме того, близкий друг предпринимателя, миллиардер Марк Бениофф, рассказал, что перед смертью Джобс завещал раздавать коробки с «Автобиографией йога» на выходе с поминальной службы.

## Детство и семья
Парамаханса Йогананда родился 5 января 1893 года в индийском городе Горакхпур в набожной индуистской семье. Отец, Бхагабати Чаран Гхош, был вице-президентом Бенгальско-Нагпурской железной дороги, а мать, Гьяна Прабха Гхош, — домохозяйкой. Оба родителя принадлежали к касте кшатриев и были учениками святого Лахири Махасайи. Помимо Йогананды в семье было ещё семь детей, которые воспитывались в условиях жесткой дисциплины. Отец семейства, несмотря на своё высокое положение, был скромен и не интересовался мирскими развлечениями, предпочитая искать мудрость в Бхагавад-Гите. Йогананда писал об отце в своей «Автобиографии йога»:

Сторонясь всякой роскоши, он носил одну и ту же пару старых башмаков до тех пор, пока те не приходили в полную негодность… Отец никогда не стремился приумножить свой авторитет при помощи денег. Был случай, когда, организовав городской банк Калькутты, он отказался от причитающейся ему прибыли в виде определённой доли акций. Просто в свободное от работы время он хотел сделать что-нибудь полезное для общества.

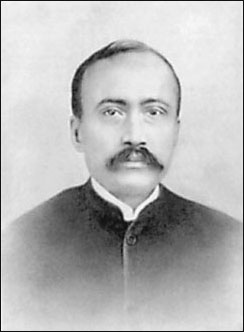
Бхагабати Чаран Гхош
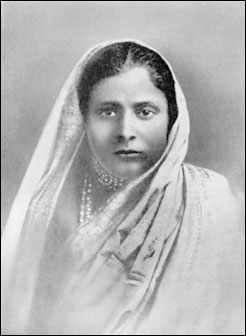
Гьяна Прабха Гхош

Гьяна Прабха Гхош часто обращалась к преданиям из Махабхараты и Рамаяны, когда в доме необходимо было восстановить дисциплину. После её внезапной кончины (умерла, когда Йогананде было одиннадцать лет) все обязанности по дому взял на себя отец, отказавшись от услуг служанки. Через год после смерти матери брат Йогананды, Ананта Лал Гхош, решил показать записку, которую та оставила перед своим уходом. Из неё Йогананда узнал, что, когда он был совсем маленьким, его посадил к себе на колени сам Лахири Махасайя, сказав при этом: «Маленькая мать, твой сын будет йогом. Подобно духовному паровозу, он перевезёт множество душ в царство Божие».

## Жизнь в ашраме

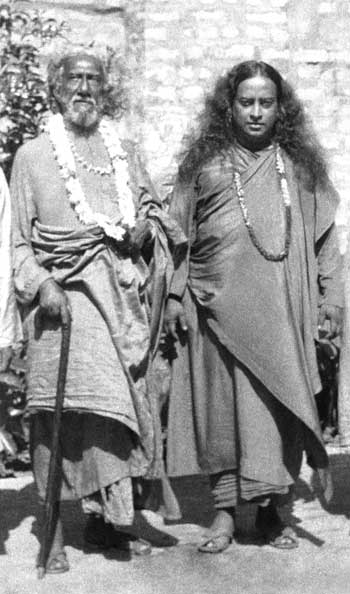
Шри Юктешвар и Йогананда

После смерти матери Йогананда, который и до того испытывал серьёзное религиозное рвение, решил всецело посвятить свою жизнь поискам Бога. После долгих поисков надлежащего духовного наставника, в 1910 году он встретил своего будущего гуру, Шри Юктешвара, на Базаре в Бенаресе. Следующие десять лет Йогананда провёл в его ашраме. Шри Юктешвар не только обучал его всем тонкостям Крийя-йоги, но и разъяснял суть христианского учения, так как считал, что между индуистскими и христианским священными писаниями есть огромная связь. Об этом говорит и тот факт, что ещё в 1894 году, задолго до встречи с Йоганандой, Шри Юктешвар написал книгу «Святая Наука», которая разъясняет общность религий.
В ашраме Йогананда впервые обрёл опыт «космического сознания», которое, как он утверждает, принесло ему прежде незнакомое чувство высшего блаженства, а также на короткое время даровало ему сферическое зрение. Позже он вспоминал: «Затылком я разглядел мужчин, шагающих в дальнем конце переулка Рай Гат, и ещё — лениво приближающуюся белую корову. Потом она скрылась за кирпичным забором ашрама, но я видел её по-прежнему отчётливо… У спокойных бесконечных берегов моей души плескался океан радости. Я осознал, что Божий Дух — это неисчерпаемое Блаженство».
Параллельно с исполнением своих обязанностей в ашраме Шри Йогананда продолжал обучаться в филиале Калькуттского университета, который позже — в 1915 году — закончил с удовлетворительными оценками, так как не испытывал желания посвящать много времени учёбе, предпочитая служение Богу и гуру. Однако Шри Юктешвар не одобрял такой настрой своего ученика, говоря, что на Западе, куда тому суждено отправиться, бакалавра гуманитарных наук будут воспринимать серьёзнее, нежели просто монаха ордена Свами. В 1915 году он принял официальные обеты в монашеском ордене Свами и стал Свами Йогананда Гири. В 1917 году Йогананда основал школу для мальчиков в Дихике (Западная Бенгалия), которая объединила современные методы обучения с обучением йоге и духовным совершенствованием. Год спустя школа переехала в Ранчи. Одним из первых учеников школы был его младший брат Бишну Чаран Гхош, который изучал там асаны йоги и, в свою очередь, преподавал асаны Бикраму Чоудхури. Позже эта школа станет Индийским обществом Йогода-сатсанга, индийским отделением Self-Realization Fellowship.

## Распространение Крийя-йоги на Западе

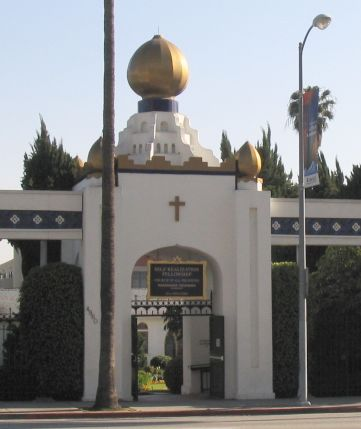
Храм Self-Realization Fellowship в Голливуде

По словам Шри Юктешвара, сам Махаватар Бабаджи — гималайский йог, давший миру Крийя-йогу, — наказал Йогананде поехать на Запад, чтобы рассказывать западным людям о возможности сочетания праведной деятельности с глубокой медитацией, несущей спасение. Об этом Бабаджи сообщил Шри Юктешвару на религиозном празднике Кумбха-мела в Аллахабаде в январе 1894 года, когда они беседовали о том, можно ли сделать индийские йогические учения полезными Западу. Позже свои слова Бабаджи подтвердил при личной встрече с самим Йоганандой, которая описывается в его автобиографии.
Когда Свами Йогананда уже духовно созрел для распространения науки Крийя-йоги на Западе, он принял приглашение на Международный конгресс религиозных либералов в Бостоне в 1920 году. Там он прочитал свою знаменитую лекцию «Религия как наука», которая позже вышла как отдельная книга. Лекция имела такой успех, что Йогананда решил остаться в Бостоне на три года, чтобы продолжать читать лекции и посвящать всех желающих в Крийя-йогу. В 1920 году он основал организацию Self-Realization Fellowship (филиал созданного им в Индии в 1917 году общества Yogoda Satsanga Society of India) для распространения Крийя-йоги по всему миру на специальных мероприятиях (так называемые инициации) и в виде печатных уроков. Организация действует и по сей день, а во главе SRF, несмотря на почтенный возраст, до сих пор стоит одна из его ближайших учениц — Шри Мриналини Мата. В течение нескольких лет он читал лекции и преподавал на Восточном побережье.
В 1924 году началось его большое трансконтинентальное лекционное турне по США. В январе 1925 года в переполненном до отказа зале филармонии в Лос-Анджелесе, рассчитанном на 3000 мест, Йогананда дал одну из своих самых больших лекций. Слава о нём распространилось так быстро, что уже в 1927 году в Белом доме он встретился с президентом США Калвином Кулиджем. Газета The Washington Herald от 25 января 1927 года писала: «Мистер Кулидж приветствовал Свами Йогананду с искренней радостью и сказал ему, что много о нём читал. Впервые за всю историю Индии Свами был официально принят президентом США».
Всего за время своей жизни Парамаханса Йогананда, которого позже стали назвать отцом йоги на Западе, посвятил в Крийя-йогу сто тысяч человек, и он предсказывал, что после его ухода наука Крийи распространится по всем континентам. Сейчас у его организации Self-Realization Fellowship более 500 храмов и медитационных кружков по всему миру, а его уроки, которые обучают древним техникам концентрации и медитации, распространяются на семи языках.
Йогананда был включён в правительственный список наблюдения и находился под наблюдением ФБР и британских властей, которые были обеспокоены растущим движением за независимость в Индии. Конфиденциальное досье на него хранилось с 1926 по 1937 год из-за беспокойства по поводу его религиозных и моральных практик.

## Смерть
Парамаханса Йогананда умер в Лос-Анджелесе 7 марта 1952 года после окончания своей речи на банкете в честь индийского посла Бинея Р. Сена. Утверждается, что он совершил махасамадхи, то есть сознательно покинул своё тело, как это сделали ранее его гуру Свами Шри Юктешвар Гири и парамгуру Лахири Махасайя. Ранее он неоднократно предсказывал, что умрёт «стоя на ногах, говоря о Боге и Индии». Йогананда похоронен на «звёздном кладбище» Форест-Лон. Начальник морга этого мемориального парка, Гарри Т. Роув, в нотариально заверенной записке написал, что даже спустя три недели после смерти Йогананды на его теле не было никаких признаков тления, что само по себе является уникальным явлением.

## Критика
Ошо сказал о нём: «Он вообще не йог. Потому что йог не может написать автобиографию — это невозможно, …потому что, когда кто-то достиг нирвичара самадхи, он становится йогом… Теперь он стал всем. Если вы действительно хотите написать автобиографию, это будет автобиографией всего, начиная с начала — а здесь нет начала — до конца — а здесь нет конца».

## Упоминания
Парамаханса Йогананда среди прочих был изображён на обложке одного из альбомов группы «Битлз» — «Sgt. Pepper’s Lonely Hearts Club Band». На обложку также попали учителя Йогананды — Махаватар Бабаджи, Лахири Махасайя и Шри Юктешвар Гири.